# داویدوواتس (ورانگه)
داویدوواتس (به صربی: Davidovac) یک منطقهٔ مسکونی در صربستان است که در ناحیه پچینیا واقع شده‌است. داویدوواتس ۵۰۲ نفر جمعیت دارد.